# Charles Larmore
Charles Larmore (23 marzo 1950) è un filosofo statunitense, specialista di filosofia morale.

## Biografia e pensiero
Laureatosi ad Harvard nel 1972, e addottoratosi a Yale nel 1978, Larmore ha studiato anche all'École Normale Supérieure dal 1972 al 1973 et, dal 1976 al 1977, all'università di Münster in Germania. È attualmente professore alla Brown University, dopo aver insegnato per 20 anni alla Columbia University a New York.
Difensore di una posizione realista in morale, si è segnalato originariamente per la sua critica a John Rawls, che ha riconosciuto la pertinenza delle sue posizioni. Ha una padronanza perfetta del francese e del tedesco che gli ha permesso di pubblicare alcune opere direttamente in questa lingua.
Con Les pratiques du moi, opera in cui difende una teoria normativa del sé, si è confermato essere una delle voci più originali e radicali della filosofia morale contemporanea.
Nel novembre del 2007 è stato invitato alla Scuola di Alta Formazione di Torino dove ha tenuto dei corsi confluiti poi nel volume Dare ragione. Il soggetto, l'etica, la politica.
Nel novembre del 2009 è stato invitato a tenere un ciclo di conferenze all'Università di Francoforte che hanno inaugurato le Frankfurt Lectures, da cui è nato il suo libro Vernunft und Subjektivität.

## Opere
- Patterns of Moral Complexity, Cambridge University Press 1987
- Modernité et morale, Presses Universitaires de France, 1993
- The Romantic Legacy, Columbia University Press, 1996
- The Morals of Modernity, Cambridge University Press, 1996
- Les pratiques du moi, Presses Universitaires de France 2004
- Débat sur l'éthique. Idéalisme ou réalisme (con Alain Renault), Grasset 2004
- The Autonomy of Morality, Cambridge University Press, 2008
- Dernières nouvelles du moi (con Vincent Descombes) Presses Universitaires de France 2009
- Vernunft und Subjektivität. Frankfurter Vorlesungen, Suhrkamp Verlag 2012

### In italiano
- Le strutture della complessità morale, Milano, Feltrinelli, 1990
- L'eredità romantica, Feltrinelli, 2000
- Pratiche dell'io, Roma, Meltemi, 2006
- Dibattito sull'etica: idealismo o realismo, (con Alain Renaut), Roma, Meltemi, 2007
- Dare ragioni. Il soggetto, l'etica, la politica Torino, Rosenberg & Sellier, 2008 (Opera uscita originariamente in italiano)